# András Ruják
András Ruják, né le 30 juillet 1988, à Budapest, en Hongrie, est un joueur hongrois de basket-ball. Il évolue au poste de meneur. 